# 3285 Ruth Wolfe
A 3285 Ruth Wolfe (ideiglenes jelöléssel 1983 VW1) a Naprendszer kisbolygóövében található aszteroida. Carolyn Shoemaker fedezte fel 1983. november 5-én.